# Radike Samo
U. Radike Samo (Nadi, 9 luglio 1976) è un rugbista a 15 australiano di origine figiana, seconda linea dei Kintetsu Liners.

## Biografia
Nativo di Figi, Samo rappresentò il suo Paese d'origine nella categoria Under-19; nel 2000 si trasferì in Australia, ingaggiato dalla franchise professionistica dei Brumbies, con cui si aggiudicò i Super 12 del 2001 e del 2004.
Dopo tre anni di permanenza in Australia divenne idoneo per giocare negli Wallabies, per i quali esordì nel giugno 2004 contro la Scozia; tuttavia la sua esperienza internazionale si esaurì dopo il Tri Nations e i test match di fine stagione, e dal dicembre del 2004 non fu più convocato.
Nel 2006 si trasferì in Europa ai parigini dello Stade français, alla cui conquista del titolo nazionale del 2006-07 contribuì pesantemente in finale: a lungo sotto nel punteggio contro il Clermont, lo Stade dapprima ridusse le distanze con Pichot, per poi vincere a tre minuti dalla fine proprio con una meta di Samo.
Al termine della stagione Samo fu ingaggiato dai giapponesi del Yokogawa Musashino Atlastars, trasferimento che, a 31 anni, fu visto come la fine dell'attività ad alto livello del giocatore figiano; tuttavia, dopo due anni in Giappone, il tecnico dei Reds Ewen McKenzie volle Samo di nuovo in Australia nel Super Rugby; il ritorno fu costellato dalla vittoria dei Reds nel Super 15 2011, il primo dell'epoca professionistica per il club di Brisbane, e il rientro in Nazionale, a quasi sette anni dall'incontro più recente disputato con gli Wallabies.
A 35 anni Samo divenne l'australiano più anziano a disputare il Tri Nations ed esordì nella sua prima Coppa del Mondo di rugby, in Nuova Zelanda nel 2011; con la Nazionale giunse fino alla finale per il terzo posto, vinta contro il Galles; ancora, prese parte ai test di fine anno 2012.
Durante la stagione di Super Rugby 2013 Samo ha annunciato il suo ritiro da tale competizione alla fine del torneo per giocare di nuovo in Giappone nelle file dei Kintetsu Liners, club di un'importante compagnia ferroviaria di Osaka; la trattativa è divenuta ufficiale alla fine del torneo.
Samo vanta anche un invito nei Barbarians nel 2004 contro una selezione della Nuova Zelanda.

## Palmarès
- Super Rugby: 3
Brumbies: 2001, 2004
Reds: 2011
- Campionati francesi: 1
Stade français: 2006-07